# Jevgēņijs Kazačoks
Jevgēņijs Kazačoks (Liepāja, 12 de agosto de 1995) es un futbolista letón que juega en la demarcación de centrocampista para el Oskarshamns AIK de la Primera División de Suecia.

## Selección nacional
Tras jugar con la selección de fútbol sub-16 de Letonia, la sub-17, la sub-18, la sub-19 y la sub-21, finalmente debutó con la selección absoluta el 9 de junio de 2017. Lo hizo en un partido de clasificación de la Copa Mundial de Fútbol de 2018 contra Portugal que finalizó con un resultado de 0-3 a favor del combinado portugués tras los goles de André Silva y un doblete de Cristiano Ronaldo.

## Clubes
| Club                   | País    | Año         | Partidos | Goles |
| ---------------------- | ------- | ----------- | -------- | ----- |
| FK Spartaks Jūrmala    | Letonia | 2013 - 2017 | 139      | 21    |
| FK RFS                 | Letonia | 2018        | 10       | 0     |
| FK Ventspils           | Letonia | 2019        | 28       | 4     |
| FK Jelgava             | Letonia | 2020        | 21       | 1     |
| FK Bačka Bačka Palanka | Serbia  | 2021        | 7        | 0     |
| Oskarshamns AIK        | Suecia  | 2021 -      | 10       | 0     |

## Palmarés

### Campeonatos nacionales
| Título   | Club                | País    | Año  |
| -------- | ------------------- | ------- | ---- |
| Virslīga | FK Spartaks Jūrmala | Letonia | 2016 |
| Virslīga | FK Spartaks Jūrmala | Letonia | 2017 |